# Volmari Iso-Hollo
Volmari Iso-Hollo, född 5 januari 1907 i Ylöjärvi, död 23 juni 1969 i Heinola, var en finländsk friidrottare.
Iso-Hollo blev olympisk mästare på 3000 meter hinder vid olympiska sommarspelen 1932 i Los Angeles.

## Utmärkelser
- Medalj av I klass av Finlands Vita Ros’ orden[2]
- Finlands idrottskulturs förtjänstkors i guld[2]

[Redigera Wikidata]